# Богоделов, Вячеслав Павлович
Богоделов Вячеслав Павлович  (укр. Вячеслав Павлович Богодєлов; род. 7 октября 1969, Киев) — украинский футболист, вратарь, тренер.

## Биография
Родился 7 октября 1969 года в семье футболиста Павла Богоделова. Воспитанник киевских футбольных школ «Большевик» и «Металлист». Выступал в командах «Нарт» Черкесск, Россия (1992), «Нива» Тернополь (1992—1994), «Кристалл» Чертков (1994—1996), «Полиграфтехника» Александрия (1996—1997), «Кристалл» Херсон (1997—1998), «Металлург» Донецк (1998—1999), «Ворскла» Полтава (1998—2000), «Металлист» Харьков (2000—2002),«Система-Борекс» Бородянка (2002—2003), «Полесье» Житомир (2003).
По окончании карьеры игрока стал тренером вратарей. Работал в сборных юношеских командах Украины (U16, U17, U18, U19), «Динамо» Киев, ПФК «Александрия», ФК «Львов», ФК «Насаф» Карши, ФК «Волынь» Луцк.